# 세레 (캄파니아주)
세레(이탈리아어: Serre)는 이탈리아 캄파니아주 살레르노도에 있는 코무네이다.

## 같이 보기
- 세레 강